# اوپندرا دویودی
اوپندرا دویودی (انگلیسی: Upendra Dwivedi; ۱ ژوئیهٔ ۱۹۶۴ – ) ارتشبد نیروی زمینی هند است، که از ژوئن ۲۰۲۴ به‌عنوان ۳۰مین رئیس ستاد ارتش هند فعالیت می‌کند.
دویودی فعالیت نظامی را از سال ۱۹۸۴ در نیروی زمینی هند آغاز کرد، از ۲۰۲۰ تا ۲۰۲۱ فرماندهی سپاه نهم را برعهده داشت، از ۲۰۲۱ تا ۲۰۲۲ معاون هماهنگی و سیستم‌های اطلاعاتی نیروی زمینی هند بود، در فاصله سال‌های ۲۰۲۲ تا ۲۰۲۴ فرماندهی شمالی هند را برعهده داشت و از فوریه تا ژوئن ۲۰۲۴ به‌عنوان جانشین فرمانده نیروی زمینی هند فعالیت می‌کرد.